# Рождество у обитателей леса
Рождество́ у обита́телей ле́са (также Сон ку́клы, Свя́точные чудеса́ в решете́) — кукольный чёрно-белый мультипликационный фильм Владислава Старевича. Выпущен Торговым домом Александра Ханжонкова в конце 1912 года.

## Сюжет
В комнате у девочки (или, возможно — куклы, учитывая второе название «Сон куклы») стоит рождественская ёлка, на которой висят игрушки, в том числе — Дед Мороз. Ночью, когда девочка засыпает, Дед Мороз спускается с ёлки, чтобы отправиться в лес и устроить Рождество для тамошних жителей. По пути ему встречаются майский жук, стрекоза, лягушка и целое семейство жуков, которых Дед Мороз приглашает на праздник у созданной им ёлки. Гости получают от Деда Мороза подарки и веселятся, спускаясь с горки и катаясь на коньках. Утром Дед Мороз уходит и возвращается на ёлку в комнате девочки.

## Особенности
Мультфильм был выпущен 31 декабря 1912 года. Старевич выступил в качестве автора сценария, режиссёра, оператора и художника. Картина была произведена и выпущена в прокат торговым домом Ханжонкова большим тиражом. Длина плёнки — 174 метра. Фильм получен от Нидерландского киномузея в 1991 году и восстановлен Госфильмофондом России в 1996 году.
Картина была одним из серии фильмов Старевича в технике трёхмерной кукольной анимации, героями которых были насекомые («Прекрасная Люканида, или Война усачей с рогачами», «Месть кинематографического оператора» и др.).

## Критика
Издание «Вестник кинематографии» писало в 1912 году: 
Рождественская картина собственной фабрики Акц. Об-ва «Рождество у обитателей леса» (к слову сказать, прошедшая за границей в колоссальном тираже) с участием жуков, лягушек и стрекоз — может быть названа самой прелестной рождественской сказкой этого сезона, приноровленной к детскому пониманию.Вестник кинематографии
По мнению киноведа В. Роговой, «невозможно представить, что визуальная пластика ленты создавалась в эпоху ранних кинопримитивов, так поразительно её техническое мастерство».